# Madjoari

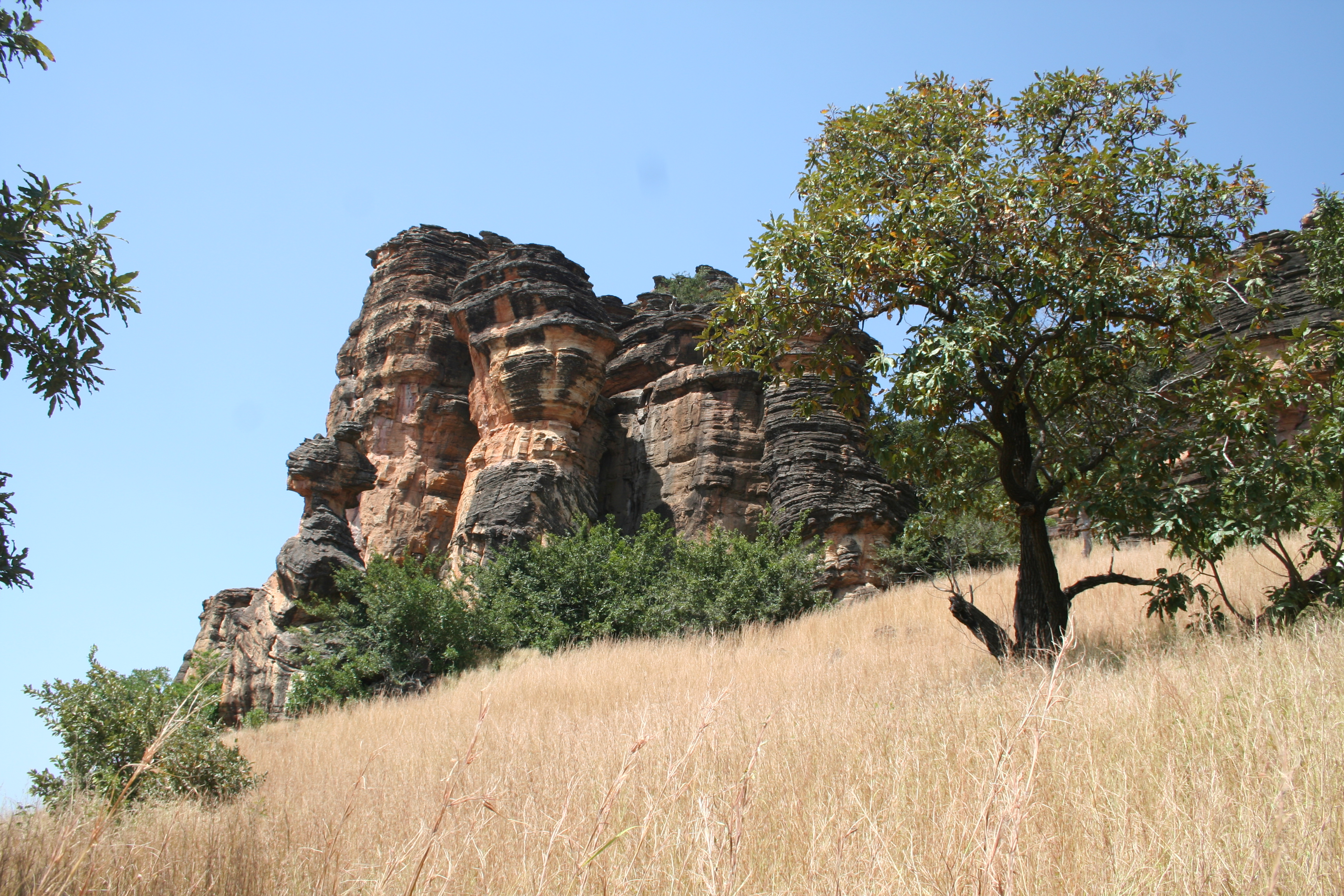
Westlichste Ausläufer der Chaîne de Gobnangou bei Tambarga

Madjoari ist sowohl eine Gemeinde (französisch commune urbaine) als auch ein dasselbe Gebiet umfassendes Departement im westafrikanischen Staat Burkina Faso, in der Region Est und der Provinz Kompienga. Die Gemeinde hat 9550 Einwohner. Neben dem Hauptort gibt es im Departement auch die Dörfer Gnobtenkoagou, Kodjaari, Matambima, Momba, Namounyouri, Tambarga und Tanli.